# Минуарция арктическая
Минуа́рция аркти́ческая, или Минуа́ртия аркти́ческая (лат. Minuartia arctica) — многолетнее травянистое подушковидное растение, вид рода Минуарция (Minuartia) семейства Гвоздичные (Caryophyllaceae). От других видов этого рода отличается относительно толстыми цветоносами, формой чашелистиков, а также активным присутствием в тундровой растительности. Ареал вида охватывает часть арктических районов Евразии и Северной Америки, горные районы Сибири, Китая и Японии.

## Распространение
Минуарция арктическая — аркто-альпийский вид, то есть растение, распространённое преимущественно в арктических горных регионах. Вместе с минуарцией крупноплодной (Minuartia macrocarpa) является также постоянным компонентом в пятнистых тундрах различного типа в Восточной Сибири — кустарничковых, дриадовых, дриадово-кассиопейных, лишайниково-моховых, осоково-моховых (другие виды минуарции в таких растительных сообществах не встречаются); около снежников может встречаться в сухих песчаных и щебнисто-каменистых тундрах. В более южных районах растёт в гольцовых и подгольцовых поясах гор (то есть в зонах со слабо развитой растительностью и голыми каменистыми россыпями).
В пределах России растение встречается в районах, прилегающих к Северному Ледовитому океану, а также на некоторых его островах от Полярного Урала до Чукотки; в неарктических регионах встречается от Уральских гор на западе до побережья Тихого океана, в том числе на Сахалине и Камчатке.

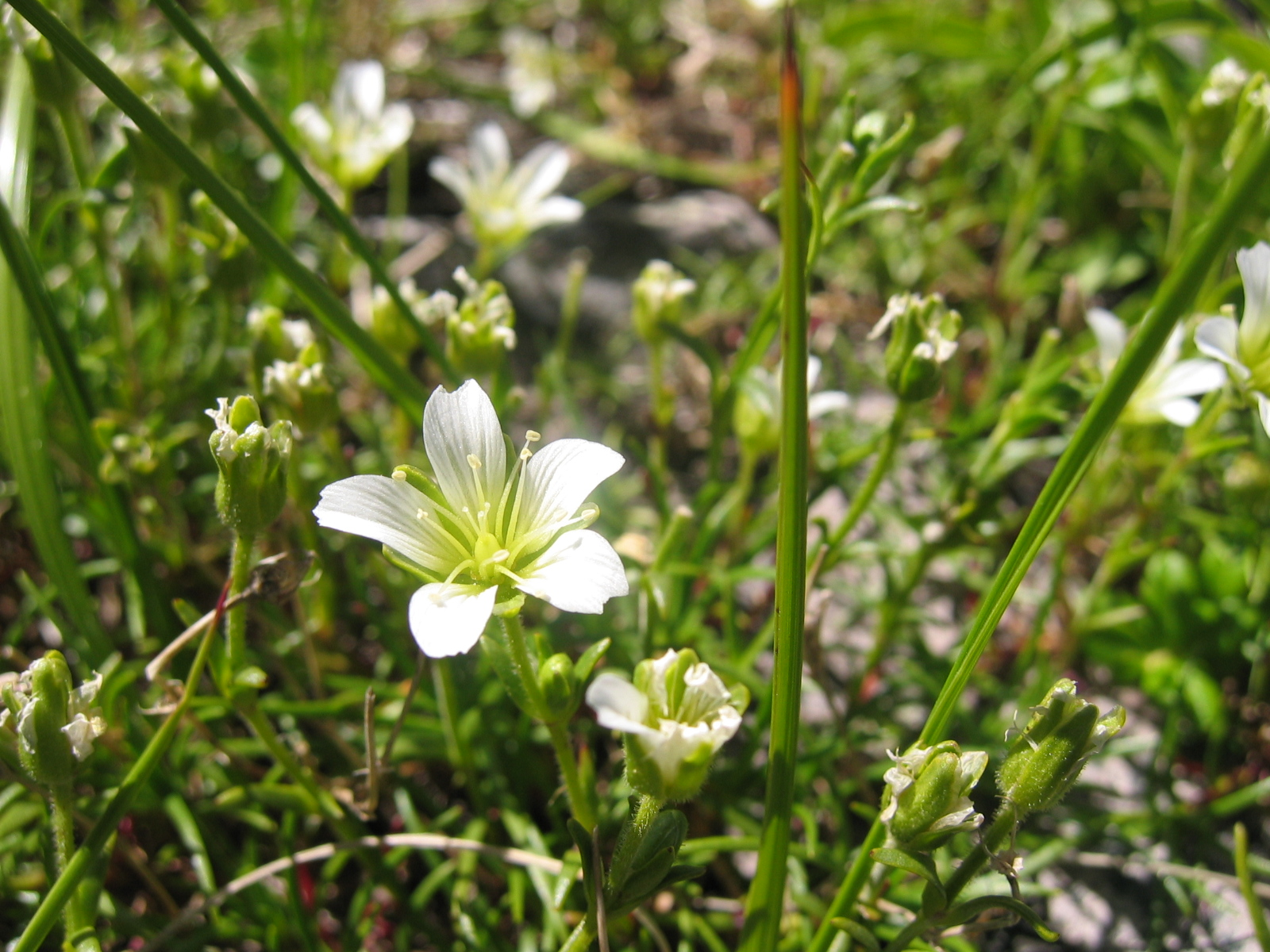
Минуарция арктическая, цветок крупным планом. Хребет Хида, остров Хонсю, Япония

В Евразии за пределами России растёт в Казахстане, Монголии, Китае (в провинции Гирин) и Японии (на Хонсю). В Северной Америке встречается на Аляске и в арктической Канаде (на побережье залива Маккензи).

## Биологическое описание
Небольшое многолетнее травянистое растение, образующее рыхлые или, реже, плотные подушки диаметром до 15 см.
Растение со стеблями высотой от 5 до 8 см, образует довольно длинные бесплодные побеги. Листья зелёные, узколинейные, длиной от 8 до 12 мм и шириной от 0,3 до 0,5 мм, без заметных жилок, обычно голые, иногда слабо опушённые по краям, с очень короткими немногочисленными ресничками.
Цветоносы — относительно толстые по сравнению с другими видами минуарции (до 1,5 мм в диаметре), железисто опушённые; обычно с одним цветком, реже с двумя или тремя. Чашечка — цилиндрической формы, с линейными, при основании железисто опушёнными чашелистиками длиной от 3 до 6 мм, у которых имеются три слабозаметных жилки; кончики чашелистиков тупые (у многих других видов минуарции чашелистики острые либо заострённые). Лепестки по длине почти в два раза превосходят чашечку. Чашелистиков и лепестков — по пять, тычинок — десять, столбиков — три. Плод — коробочка, в полтора-два раза превышающая по длине чашечку, растрескивается тремя целыми зубцами. Семя почковидное, мелкобугорчатое, в диаметре около 1 мм, бесскульптурное, с волнистой поверхностью, без придатка. Время цветения — с июля по август.
Число хромосом: 2n = 26.

## Синонимы
По информации базы данных The Plant List (2013), в синонимику вида входят следующие названия:
- Alsine arctica (Steven ex Ser.) Fenzl
- Alsine pumilio Fenzl
- Alsinopsis arctica (Steven ex Ser.) A.Heller
- Arenaria altaica Fisch. ex Ser.
- Arenaria arctica Steven ex Ser.basionym
- Arenaria arctica var. caespitosa (Torr.) S.Watson
- Arenaria arctica var. grandiflora Hook.
- Arenaria arctica var. minor Hook.
- Arenaria arctica var. rebunensis T.Shimizu
- Arenaria arctica var. stenopetala Hook.
- Arenaria bryoides Fisch. ex Ser.
- Arenaria grandiflora Pall.
- Arenaria laricifolia Pursh
- Arenaria laricifolia var. caespitosa Torr.
- Arenaria pumilio R.Br.
- Arenaria sedifolia Nasarow
- Arenaria serpens Fisch. ex Ser.
- Arenaria stenopetala Turcz.
- Lidia arctica (Steven ex Ser.) Á.Löve & D.Löve
- Sagina pumilio Simmons